# Massonia
Massonia is een geslacht uit de aspergefamilie (Asparagaceae). De soorten komen voor in het zuiden van Afrika. Het geslacht is vernoemd naar de Schotse botanicus en hovenier Francis Masson.

## Soorten
- Massonia amoena Mart.-Azorín, M.Pinter & Wetschnig
- Massonia angustifolia L.f.
- Massonia bakeriana M.Pinter, Mart.-Azorín & Wetschnig
- Massonia bifolia (Jacq.) J.C.Manning & Goldblatt
- Massonia calvata Baker
- Massonia citrina M.Pinter, Deutsch, U.Müll.-Doblies & D.Müll.-Doblies
- Massonia dentata Mart.-Azorín, V.R.Clark, M.Pinter, M.B.Crespo & Wetschnig
- Massonia depressa Houtt.
- Massonia echinata L.f.
- Massonia etesionamibensis (U.Müll.-Doblies & D.Müll.-Doblies) J.C.Manning & Goldblatt
- Massonia gypsicola Mart.-Azorín, M.Pinter, M.B.Crespo, M.Á.Alonso & Wetschnig
- Massonia hirsuta Link & Otto
- Massonia inaequalis W.F.Barker ex Mart.-Azorín, M.Pinter, M.B.Crespo, M.Á.Alonso
- Massonia jasminiflora Burch. ex Baker
- Massonia latebrosa Masson ex Baker
- Massonia longipes Baker
- Massonia luteovirens (Mart.-Azorín, M.Pinter & Wetschnig) J.C.Manning
- Massonia mimetica Mart.-Azorín, M.Pinter, M.B.Crespo & Wetschnig
- Massonia obermeyerae Mart.-Azorín, A.P.Dold, M.Pinter & Wetschnig
- Massonia pseudoechinata Mart.-Azorín, M.Pinter & Wetschnig
- Massonia pustulata Jacq.
- Massonia pygmaea Schltdl. ex Kunth
- Massonia roggeveldensis Mart.-Azorín, M.Pinter & Wetschnig
- Massonia saniensis Wetschnig, Mart.-Azorín & M.Pinter
- Massonia sempervirens U.Müll.-Doblies, G.Milkuhn & D.Müll.-Doblies
- Massonia sessiliflora (Dinter) Mart.-Azorín, M.B.Crespo, M.Pinter & Wetschnig
- Massonia setulosa Baker
- Massonia tenella Sol. ex Baker
- Massonia thunbergiana Wetschnig, Mart.-Azorín & M.Pinter
- Massonia visserae (P.E.Barnes) Mart.-Azorín, M.Pinter, M.B.Crespo, M.Á.Alonso & Wetschnig
- Massonia wittebergensis U.Müll.-Doblies & D.Müll.-Doblies